# Joseph Hager

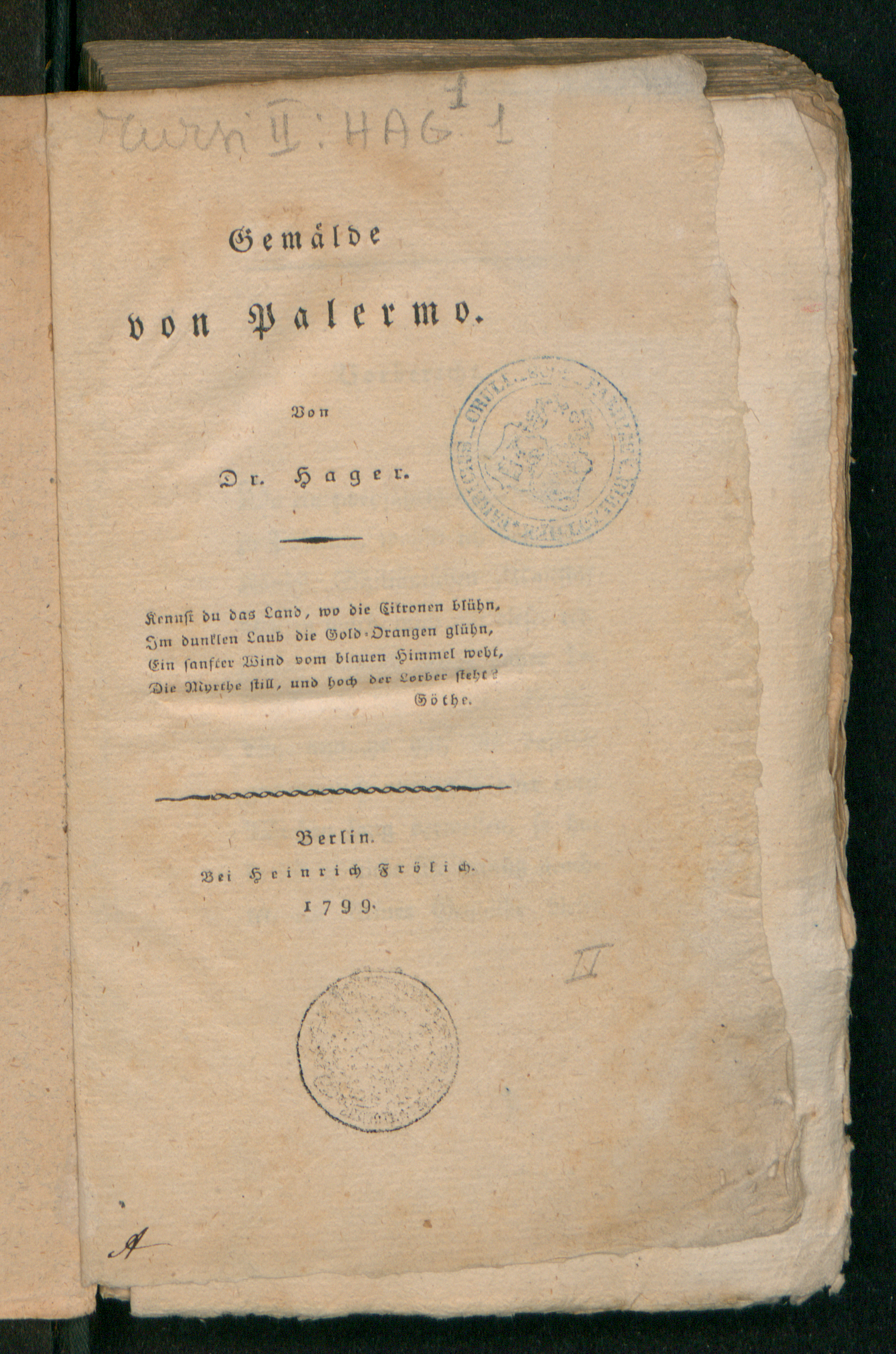
Gemälde von Palermo, 1799

Joseph Hager (Milano, 30 aprile 1757 – Milano, 27 giugno 1819) è stato un linguista, lessicografo e orientalista austriaco naturalizzato italiano.

## Biografia
Nacque a Milano da Giuseppe e Marianna Tyher da una famiglia di origine viennese, e già a dieci anni fu mandato a Vienna per studiare lingue orientali alla Akademie der orientalischen Sprachen, fondata nel 1754 per preparare personale diplomatico da destinare all'Oriente. Fu professore di Lingua araba all'Università di Vienna.
Proseguì poi gli studi nell'Università degli Studi di Pavia dove nel 1783, ottenne il dottorato in Teologia entrando nei frati minori riformatori e trasferendosi a Roma presso la Congregazione per l'evangelizzazione dei popoli dove iniziò ad interessanti e a studiare la lingua cinese.
Nel 1788 fu chiamato a dirimere la controversia su alcuni documenti falsificati dal monaco ed erudito Giuseppe Vella. Dai suoi viaggi in Sicilia, trasse l'opera Gemälde von Palermo.
Seguì un periodo intenso della sua vita dove viaggiò spostandosi tra Lipsia, Amburgo e Berlino, città che aveva pochi personaggi interessati allo studio delle lingue orientali, riscontrabili in alcuni missionari, commercianti o viaggiatori. Pubblicò a Londra il primo dizionario di cinese nel 1800: Proposal for publishing by subscription…, a dictionary of Chinese language e poi il suo lavoro più importante sempre sulla lingua cinese: An explanation of the elementary characters of the Chinese.
Nel 1806 fece ritorno in Italia, a Pavia dove fu nominato docente di Cinese e lingue orientali, fino al 1809 quando, con il nuovo regolamento del Regno d'Italia, fu soppresso l'insegnamento delle lingue orientali in tutto il territorio italiano. Ottenne l'anno successivo l'incarico dalla biblioteca di Brera di sottobibliotecario. Nel 1815 ritornò ad insegnare all'Università di Pavia sempre alla Facoltà di Lingue orientali.

## Opere
Alcuni dei suoi scritti:
- Schreiben aus Wien an Herrn Pallas, Vienna, 1789.
- Neue Beweise der Verwandtschaft der Ungarn mit den Lappländern, 1793-1794.
- Reise von Wien nach Madrid, Berlino, 1792.
- Skizze einer Reise nach Berlin, Vienna, 1792.
- Reise von Warschau über Wien nach der Hauptstadt von Sicilien, Lipsia, 1795.
- Gemälde von Palermo, Berlino, 1799.
- Nachricht von einer merkwürdigen literarischen Betrügerei, Lipsia, 1799.
- Proposal for publishing by subscription…, a dictionary of Chinese language, 1800.
- Memoria sulla bussola orientale, Pavia, 1810.
- Memoria sulle cifre arabiche attribuite fin ai nostri giorni agli Indiani, ma inventate in un paese più remoto dell'India, Milano, 1813.
- ΛίθινοϚ ΠύϱγοϚ, ossia Forte di pietra… situato secondo i geografi greci… nella Scizia, e scoperto a' giorni nostri, Milano, 1816.
- Iscrizioni cinesi di Quàng-ceu, ossia della città chiamata volgarmente dagli europei Canton, Milano, 1816.
- Observations sur la ressemblance frappante qu'on découvre entre la langue des Russes et celle des Romains=città=Milano, 1817.
- Spiegazione di due rarissime medaglie cufiche della famiglia degli Ommiadi appartenenti al Museo Mainoni in Milano, Milano, 1818.